# Cyathea oinops
Cyathea oinops là một loài dương xỉ trong họ Cyatheaceae. Loài này được Hassk. mô tả khoa học đầu tiên năm 1855.
Danh pháp khoa học của loài này chưa được làm sáng tỏ. 